# Willis (Texas)
Willis es una ciudad ubicada en el condado de Montgomery en el estado estadounidense de Texas. En el Censo de 2010 tenía una población de 5662 habitantes y una densidad poblacional de 647,54 personas por km².

## Geografía
Willis se encuentra ubicada en las coordenadas 30°25′33″N 95°28′56″O / 30.42583, -95.48222. Según la Oficina del Censo de los Estados Unidos, Willis tiene una superficie total de 8.74 km², de la cual 8.72 km² corresponden a tierra firme y (0.27%) 0.02 km² es agua.

## Demografía
Según el censo de 2010, había 5662 personas residiendo en Willis. La densidad de población era de 647,54 hab./km². De los 5662 habitantes, Willis estaba compuesto por el 56.75% blancos, el 18.17% eran afroamericanos, el 0.92% eran amerindios, el 0.37% eran asiáticos, el 0.09% eran isleños del Pacífico, el 20.12% eran de otras razas y el 3.59% pertenecían a dos o más razas. Del total de la población el 38.01% eran hispanos o latinos de cualquier raza.